# Redersplein
Het Redersplein (Frans: Place des Armateurs) is een plein in de Belgische stad Brussel. Het plein ligt in de Noordwijk van Brussel aan de Haven van Brussel.
De Redersbrug, die het Zeekanaal Brussel-Schelde kruist, leidt van het plein naar Thurn en Taxis. Vanaf de Redersbrug is er uitzicht op het Vergotedok.
In noordelijke en zuidelijke richting loopt de N201.
Ten noordwesten van het plein staat op het terrein van Thurn en Taxis de blikvanger Herman Teirlinckgebouw.